# Balterley
Balterley es una parroquia civil y un pueblo del distrito de Newcastle-under-Lyme, en el condado de Staffordshire (Inglaterra).

## Geografía
Según la Oficina Nacional de Estadística británica, Balterley tiene una superficie de 4,1 km².

## Demografía
Según el censo de 2001, Balterley tenía 204 habitantes (46,57% varones, 53,43% mujeres) y una densidad de población de 49,76 hab/km². El 8,82% eran menores de 16 años, el 75,98% tenían entre 16 y 74, y el 15,2% eran mayores de 74. La media de edad era de 50,76 años. Del total de habitantes con 16 o más años, el 22,04% estaban solteros, el 56,99% casados, y el 20,97% divorciados o viudos.
Todos los habitantes eran de raza blanca y la mayor parte (96,59%) originarios del Reino Unido. El resto de países europeos englobaban al 1,46% de la población, mientras que el 1,95% había nacido en cualquier otro lugar. El cristianismo era profesado por el 73,79% y el islam por el 1,46%, mientras que el 14,08% no eran religiosos y el 10,68% no marcaron ninguna opción en el censo.
Había 83 hogares con residentes y 5 vacíos.